# Gudibanda
Gudibanda é uma panchayat (vila) no distrito de Kolar, no estado indiano de Karnataka.

## Geografia
Gudibanda está localizada a 13° 40′ N, 77° 42′ L. Tem uma altitude média de 826 metros (2709 pés).

## Demografia
Segundo o censo de 2001, Gudibanda tinha uma população de 8794 habitantes. Os indivíduos do sexo masculino constituem 50% da população e os do sexo feminino 50%. Gudibanda tem uma taxa de literacia de 62%, superior à média nacional de 59,5%: a literacia no sexo masculino é de 69% e no sexo feminino é de 56%. Em Gudibanda, 12% da população está abaixo dos 6 anos de idade.